# Boa Vista do Cadeado
Boa Vista do Cadeado es un municipio brasilero del estado del Rio Grande do Sul.

## Geografía
Su población estimada en 2007 era de 2.447 habitantes.

## Histórico
El proceso de ocupación del Distrito de Boa Vista do Cadeado comenzó en 1876. En 1886 cuando Juán Raimundo Silva y Cândida Prates da Silva adquirieron la sede de la hacienda de Maria Tereza Barbosa de Jesús, la misma usaba un enorme y descomunal arado en su finca. Al vender su hacienda se mudó para Laguna Vermelha, y el casal Gabrielense permaneció en el Gran Cadeado. "Boa Vista", el poblado creció en una bella colina que del alto, se podía ver desde kilómetros de distancia y el paisaje era digno de una "buena vista". Nace en 1920, Boa Vista do Cadeado. En 1848 fallece Juán Amaro en Boa Vista y Juán Raimundo en el Cadeado, sin realizar su sueño de construir una escuela a los habitantes de la villa. Iracema Lopes da Silva, en 1957, con la ayuda de su yerno Rosber Brandão concretiza el sueño construyendo la primera escuela estatal en zona rural, "Escuela Estatal Dr. Juán Raymundo". Históricamente el área territorial de la ciudad fue una fracción de tierras primitivas del Brasil imperial y Distrito más antiguo de las misiones. Su tradición histórica fue marcada por luchas entre colonizadores portugueses y españoles, en la disputa por el continente. Su conquista política en la evolución historia de la expansión territorial portuguesa. La región de los pampas riograndenses, entre ellas, el antiguo territorio indígena aquí constituido, estuvo presente en numerosos hechos y situaciones conflictivas entre portugueses y españoles, también antes del período colonial y, después de las frentes de expansión y misiones religiosas. A pesar de haber sido un divisor de aguas para las comunidades indígenas, solamente el Tratado de San Ildefonso, finalmente estableció los límites con los territorios dirigidos desde Madrid, firmando con el territorio portugués la permanencia de la región que hoy se llama de Boa Vista do Cadeado.